# Stefan Fred
Stefan Karl Krister Fred, född 23 juli 1962 i Brännkyrka församling i Stockholm, är en svensk organist och kördirigent. 
Fred har studerat vid Kungliga Musikhögskolan där han tog organistexamen 1994. Bland lärarna kan nämnas professor Anders Eby i kördirigering. Han har sedermera studerat orgel för professor Hans-Ola Ericsson vid Luleå tekniska universitet och tog masterexamen 2012. Mellan 2001 och 2018 var han organist i Västermalms församling i Stockholm, där han grundade Essinge kammarkör.  
Från 2018 till 2024 tjänstgjorde Fred som organist i Norrköpings S:t Olofs församling. Han har haft upprepade engagemang med Norrköpings Symfoniorkester och verkat som konstnärlig ledare för barockensemblen Collegium Musicum. 2024 anställdes Fred som förste organist i Vallentuna församling.
Fred har varit sångare i Radiokören och Eric Ericsons Kammarkör. Som flöjtist har han varit verksam i Rebaroque och Drottningholms Barockensemble. Han har även undervisat vid Nordiska musikgymnasiet och på sommarkurser anordnade av Stockholms stift. Säsongen 2013/2014 dirigerade Fred föreställningen Carmina Burana på Folkoperan.
Stefan Fred är son till Stig Fred och Mabel Bergh samt bror till skådespelaren Gunnel Fred.

## Verk
- 2006 – Voute après Voute för viola, violoncell och piano[3]

## Fotnoter
1. ↑  Sveriges befolkning 1970, CD-ROM, Version 1.04, Sveriges Släktforskarförbund (2002).
2. ↑   ”Essinge kammarkör”. www.essingekammarkor.se. http://www.essingekammarkor.se. Läst 6 september 2016.
3. ↑  "Voûte après voûte" för viola, violoncell och piano (2006)